# Мичурин (Молдова)
Мичурин (рум. Miciurin) — село в Дрокиевском районе Молдавии. Относится к сёлам, не образующим коммуну.
До 1991 года село носило название Мичурино, переименование села произошло в связи с заключением комиссии Национального Государственного университета Республики Молдова в рамках программы по сохранению национальной культуры.

## География
Село расположено на высоте 162 метров над уровнем моря.

## Население
По данным переписи населения 2004 года, в селе Мичурин проживает 1608 человек (761 мужчина, 847 женщин).
Этнический состав села:
| Национальность | Число жителей | Процентный состав |
| -------------- | ------------- | ----------------- |
| молдаване      | 1060          | 65.92             |
| украинцы       | 481           | 29.91             |
| русские        | 52            | 3.23              |
| цыгане         | 5             | 0.31              |
| гагаузы        | 3             | 0.19              |
| румыны         | 2             | 0.12              |
| поляки         | 1             | 0.06              |
| болгары        | 1             | 0.06              |
| прочие         | 3             | 0.19              |
| Всего          | 1608          | 100%              |